# Azerbaijan Journal of Mathematics
Azerbaijan Journal of Mathematics ist eine seit 2011 von der  Nationalen Akademie der Wissenschaften Aserbaidschans herausgegebene englischsprachige Fachzeitschrift für Mathematik.
Sie veröffentlicht Forschungsarbeiten und Überblicksartikel zur Mathematik mit besonderer Beachtung von mathematischer Analysis, gewöhnlichen Differentialgleichungen, partiellen Differentialgleichungen, mathematischer Physik, Funktionalanalysis und Wahrscheinlichkeitstheorie.